# Kladivo na život
Kladivo na život je deváté studiové album české rockové skupiny Katapult, které vyšlo v roce 2016 u vydavatelství Warner Music Group. Jedná se o druhé a zároveň poslední studiové album v sestavě: Říha – Budka – Timpl. 

## Seznam skladeb
Autorem veškeré hudby a textů je Oldřich Říha, pokud není uvedeno jinak.
| Pořadí         | Název                  | Hudba          | Text                 | Délka |
| -------------- | ---------------------- | -------------- | -------------------- | ----- |
| 1.             | Kladivo na život       |                | O. Říha/J. W. Goethe | 04:16 |
| 2.             | Smysl života           |                |                      | 06:43 |
| 3.             | To všechno odnes čas   | Jimmie Rodgers | Jiří Suchý           | 03:00 |
| 4.             | Pivní stíny            |                |                      | 06:20 |
| 5.             | Osobní                 |                |                      | 05:12 |
| 6.             | Bleeding Heart         |                |                      | 01:34 |
| 7.             | Buldozer Stalinec      |                |                      | 04:09 |
| 8.             | Všichni svatí          |                |                      | 03:53 |
| 9.             | Čím starší, tím mladší |                |                      | 06:13 |
| Celková délka: | Celková délka:         | Celková délka: | Celková délka:       | 41:24 |

## Obsazení
Katapult
- Oldřich Říha – kytara, zpěv, harmonika
- Andy Budka – baskytara, zpěv
- Ondřej Timpl – bicí

Produkce
- Katapult Records (Oldřich Říha) – produkce
- Michal Vaniš – nahrávání, mixing
- Oldřich Slezák – mastering
- Zbyněk Chvátal – návrh obalu
- Karel Kotrba – foto
- Jaroslav Gvozdek – obal